# 鬼混
《鬼混》是倪匡筆下的科幻小說衛斯理系列其中一部作品，系列編號66，1988年5月16日至8月27日間連載於《明報》。書名《鬼混》的意思並不是指「不做正事、糊塗度日」或粵語所指的偷情，而是指「人和鬼的混合體」，是一種降頭術。溫寶裕的情人藍絲在《鬼混》中首次出現，故事是主要圍繞她和溫寶裕的關係，以及降頭師之間的鬥法，其後多個故事亦有她的蹤影。

## 故事概述

### 軍事強人的兇殺案
溫寶裕和他的母親溫太太到泰國旅行。在他們開始旅行的第四天，在香港的衛斯理突然接到來自泰國警局的陳耳來電，因為溫寶裕牽涉了一宗軍事強人被殺案，所以陳耳要求衛斯理來泰國一趟。衛斯理到達泰國的警局後，見到場面十分混亂，警局外聚集了很多重要人物，包括軍方的乃樸少將，要警察交出溫寶裕，幸有王室降頭師猜王出現，才令他們不強行攻入警局搶人。在警局中，衛斯理見到溫寶裕、溫太太、猜王和陳耳，溫寶裕向衛斯理敘述他當時目擊事件的經過：當時溫寶裕與溫太太打算外出遊玩，但他們到酒店地下時，溫太太發覺忘了帶抹汗紙，於是溫寶裕替母親上樓到房間拿抹汗紙。面紙拿到後，溫寶裕與一個腦滿腸肥，滿臉橫肉，形貌猥瑣的胖子和一個妙齡女郎，搭乘同一部升降機下去，期間溫寶裕看見那胖子與那女郎在升降機內行為猥褻，是以發出聲音表示不滿，卻引起胖子的反感，此時升降機降下一層後大門開啟，胖子對溫寶裕呼喝，要喝令他出去。忽然，一支鋼箭不知發自何人手中，自樓梯口處射入升降機，瞬間射中胖子的頭部，從後腦射入，自前額凸出來，把他殺死，胖子身軀緩緩倒了下來，壓在溫寶裕身上，鮮血和腦漿染得他一頭一臉。後來，溫寶裕得知那胖子是泰國極有權勢的軍事強人華猜。。

### 到底誰在說謊
但泰國警局的高階警官陳耳不相信溫寶裕的話，因為他的證供有一個破綻：樓梯口所在的位置，是無法將鋼箭射入升降機的。而另一個目擊者，酒店保安主任的證供，亦與溫寶裕的完全不一樣，保安主任敘述的經過是：他在升降機門開啟後，看見軍事強人對溫寶裕呼喝，要他出去。保安主任基於軍事強人華猜是大人物，所以要求溫寶裕離開升降機，但軍事強人此時卻不再堅持要溫寶裕出去，所以保安主任也不要求溫寶裕出去。衛斯理問完案情後，認為保安主任在說謊。因為如果將所有事情的可能性都刪去，唯一的可能性就是剩下那一個。此時外面的乃樸將軍，軍事強人的支持者和群眾，已經在要求警局內部交出兇手，不給個交代，就要衝進來，眾人只得出去面對。

### 降頭術-鬼混降
因為事態嚴重，所以溫寶裕和衛斯理要由猜王的幫助下離開警局。猜王運用降頭術，令得外面的人不敢輕舉妄動。溫寶裕和衛斯理上了猜王的車，見到開車的人，猜王的女徒弟藍絲。溫寶裕對她一見鍾情，而藍絲亦對溫寶裕甚有好感。眾人來到泰寧儲君和他的愛人水靈的屋子，這兩個人曾出現在《降頭》故事中。猜王本想通過他們的威權，把電梯中，最後和死者一起的那位泰國女郎，也就是軍事強人華猜的愛人，從擄走她的皇室衛隊中釋放，並帶來這問話，但卻失敗了。不旋踵，卻從陳耳那方面得知史奈已把兇殺案掩飾。衛斯理對此不明白，但猜王叫藍絲將衛斯理、溫寶裕送走。衛斯理從藍絲口中得知兇殺案可能正是史奈的安排。陳耳駕車載走他們二人，他把車子駛進芭蕉叢中隱藏起來，然後說出重大秘密。衛斯理從陳耳口中得知軍事強人華猜並沒有死，史奈極有可能正在煉「鬼混降」也就是藉此令軍事強人變成人和鬼的混合體，擁有超能力，令國民擁護他，也就能奪取國王的地位。眾人想辦法去令史奈的鬼混降失效，忽然猜王來到，告知他們那愛人女郎十分重要，因為她剛與軍事強人上床，體內還留有軍事強人的精氣，所以她是煉鬼混降的媒介。猜王稱有一個辦法破解鬼混降，但需要溫寶裕做一件尷尬事，為免溫寶裕尷尬，衛斯理、陳耳離開車子一會。

### 猜王的要求
衛斯理從溫寶裕的神情看出他對猜王的要求感到十分害羞，而且不願去做。衛斯理見溫寶裕拒絕猜王的要求，而且更不允許任何人去做此尷尬事，讓衛斯理大惑不解。猜王道出他的辦法：要藍絲去冒充那女郎，令計劃失敗，但衛斯理仍猜不到猜王要溫寶裕做甚麼。猜王走後，溫寶裕始終堅持不去辦，甚至要求衛斯理代去，於是他取出猜王代藍絲交給他的「引路神蟲」，卻引得陳耳大驚失色，因為此引路神蟲，乃用心血養成，蟲子一公一母。猶如磁石會互相吸引，這是苗女的定情信物，而剛才溫寶裕欲把引路神蟲交給衛斯理，所以大吃一驚。眾人回到酒店，見到藍絲，溫寶裕跟她上了樓。衛斯理為了令他們有更多的時間相聚，於是盡力攔阻正在尋找兒子的溫太太。一個半小時後，溫寶裕和藍絲出現，而且溫寶裕公然在溫太太的面前和藍絲親暱。藍絲走後，溫寶裕為了能夠留下來和送走他的母親，於是對溫太太表示聲稱自己中了苗女的降頭。溫太太走後，溫寶裕向衛斯理表示他已完成了猜王的要求。此時衛斯理仍然一頭霧水，不知猜王要求溫寶裕做什麼。

### 降頭師鬥法
衛斯理知道史奈手下的降頭師，將會和王室的降頭師，在皇宮外進行鬥法，為了幫助藍絲，衛斯理決定用尖端科技去觀察降頭師鬥法。他們用計逼使陳耳參加，並從他得到一輛由戈壁、沙漠設計的先進偵察車。在往後的幾天，他們躲在車中，看到了降頭師的鬥法，如驅使蟒蛇、發出怪聲、在空中放光球等。他們亦從儀器中觀察到降頭師施法時，身上會發出一種能量，令他們十分驚訝。之後史奈親自出馬，來到皇宮把假冒軍事強人的愛人女郎的藍絲擄走。大師史奈走後，猜王和史奈的師父巴枯大師出現，巴枯指出他們有機會救出藍絲。他對衛斯理和溫寶裕下了保護降，並令他們的靈氣消失，使史奈無法得知誰破壞他的鬼混降。同時他指示他倆到王室宮殿附近一個蕉園。到達後，衛斯理看到史奈正在對被剃成光頭的藍絲施術，並聽到他對兩人用苗人語言說話，向他倆表示軍事強人的愛人身上的精氣。能令降頭成功，於是衛斯理明白猜王要溫寶裕要做的事：破了藍絲的處子之身。在鬼混降將要完成之際，因為史奈用的媒介不是那個泰國女郎，而且體內不存在軍事強人的精氣，史奈的降頭術失敗了，軍事強人頭上原本的傷痕破裂，前額爆開，流出腦漿，成了降頭術的犧牲品。此時二人衝出去，溫寶裕救走了藍絲，衛斯理則撞向史奈，卻反被他拍了一掌，但幸好有巴枯的保護降，所以衛斯理才沒被害死。兩人跳上接應的車子，只見早已被猜王救出的藍絲已在車上。此時的藍絲雖是光頭，全身卻散發出吸引人的香氣，那是方才的降頭術留下來的。溫寶裕已看得痴了。

## 故事角色
- 衛斯理 - 主角的作家。因為一通電話，緊急到泰國解救溫寶裕。
- 溫寶裕 - 衛斯理的乾兒子。到泰國旅遊。意外遇上兇殺案。
- 溫媽媽 - 與兒子到泰國旅遊卻碰到凶殺案。中途被衛斯理支開獨自回香港。
- 陳耳 - 泰國主管神秘事件的警官。提供衛斯理許多幫助。
- 猜王 - 服務於王室的降頭師。身材矮胖的老好人。事實上卻是降頭術之王。
- 藍絲 - 猜王的女徒弟。也是降頭師。溫寶裕的戀人。
- 巴枯 - 大降頭師。猜王的師父。與王室關係匪淺。在原振俠系列《降頭》首次登場。
- 史奈 - 巴枯大師的死對頭。大降頭師。打算用藍絲的身體煉成『鬼混降』。讓軍事強人復活。在原振俠系列《降頭》首次登場。
- 乃樸少將  - 軍事強人的追隨者。要求警局內部的陳耳交出兇手。
- 華猜 - 電梯中被爆頭的軍事強人。意外成為史奈煉製鬼混降的材料。
- 沙瓦 - 泰國女郎，軍事強人的情人。身上還留有軍事強人精氣。

## 降頭術的種類
故事中提到不少降頭術：
- 鬼臉降

把敵人施的降頭術轉移到別人身上，被施術的人，臉會變得跟鬼一樣。泰靈儲君就曾藉由巴枯大師之手，把降頭轉移到愛人水靈身上，從此水靈頭上就帶著一個竹簍，而儲君也刺瞎雙目，不願再看見這個醜惡的世界。
- 鬼混降

把一個人在他毫不知覺的情況下殺死，再令他活過來，那他就會變成人和鬼的混合體。人和鬼的混合體，擁有超能力，能控制人的心靈。煉製鬼混降，必須要用最後曾和死者做過愛的人，作為降頭術的媒介，猶如魔界轉生。這是最深奧的降頭術，只有史奈大師才能煉製。但卻被巴枯大師等人破解。
- 迷蹤法

能把東西隱藏起來，史奈在此方面的造詣十分高，曾用此隱藏軍事強人的屍體。故事最後，史奈把自己，藍絲和軍事強人等，隱藏在蕉園中，使任何人也找不到。
- 引路神蟲

引路神蟲是用施術者的心口滴血四十九天養大的，再送給人。運用時，只要心中想著想見的人（施術者），再唸咒，引路神蟲就會帶路。通常只有苗女才煉，作為定情信物。用後，不娶那女子為妻，那女子就會自殺，死後陰魂纏住男子不放。藍絲曾把她的引路神蟲交給溫寶裕，但於此故事中，溫寶裕沒有用到這個術。
- 保護降

保護降能保護被落了降的人。在最後的決著中，衛斯理衝入史奈所在的蕉園解救藍絲時，被史奈在背上拍了一掌，因為衛斯理身上，被巴枯大師施過此降，所以才不被史奈害死。

## 對《衛斯理系列》的影響
溫寶裕的情人藍絲在《鬼混》中首次出現，故事是主要圍繞她和溫寶裕的關係，以及降頭師之間的鬥法，其後多個故事亦有她的蹤影，更有如《拼命》故事是溫寶裕為了她去苗疆挑戰盤天梯；亦有故事如《爆炸》，講述某國秘密研究所發展三頭六臂的超人計畫，卻意外發生爆炸。故事是依靠藍絲的降頭術，追蹤偷入苗疆寶庫的寶先生。才能發展下去。後來在《須彌芥子》中，更因她的關係，溫寶裕才會進入寶地，被長老洗腦，以致性情大變。

## 作者所要表達的看法
作者藉著《鬼混》表達實用科學令人凡事都只追求道理，卻忽略了事實。以致任何實用科學無法解釋的事情都被視為不科學。但那些都是確實存在。作者在描述降頭術的神奇就表達了此看法，而且也指出中國異人張寶勝的異能來表達。

## 電視劇
- 無線電視曾於2003年6月2日起在下午8:30播出《衛斯理》。《鬼混》為其中一部，故事背景由泰國改為上海，藍絲的戲份亦被衛斯理的表妹黃紅紅所取代。
  - 《衛斯理》
  - 演員表 
    - 羅嘉良 飾演 衛斯理
    - 蒙嘉慧 飾演 白素
    - 楊怡 飾演 黃紅紅
    - 楊明 飾演 溫寶裕
    - 廖啟智 飾演 猜王
    - 王青 飾演 史奈

## 廣播劇
- 大陸廣州電台於2004年起以粵語首播衛斯理廣播劇，由主播講出《鬼混》故事。
  - 主播:吳克
  - 合共16集